# Help You Fly

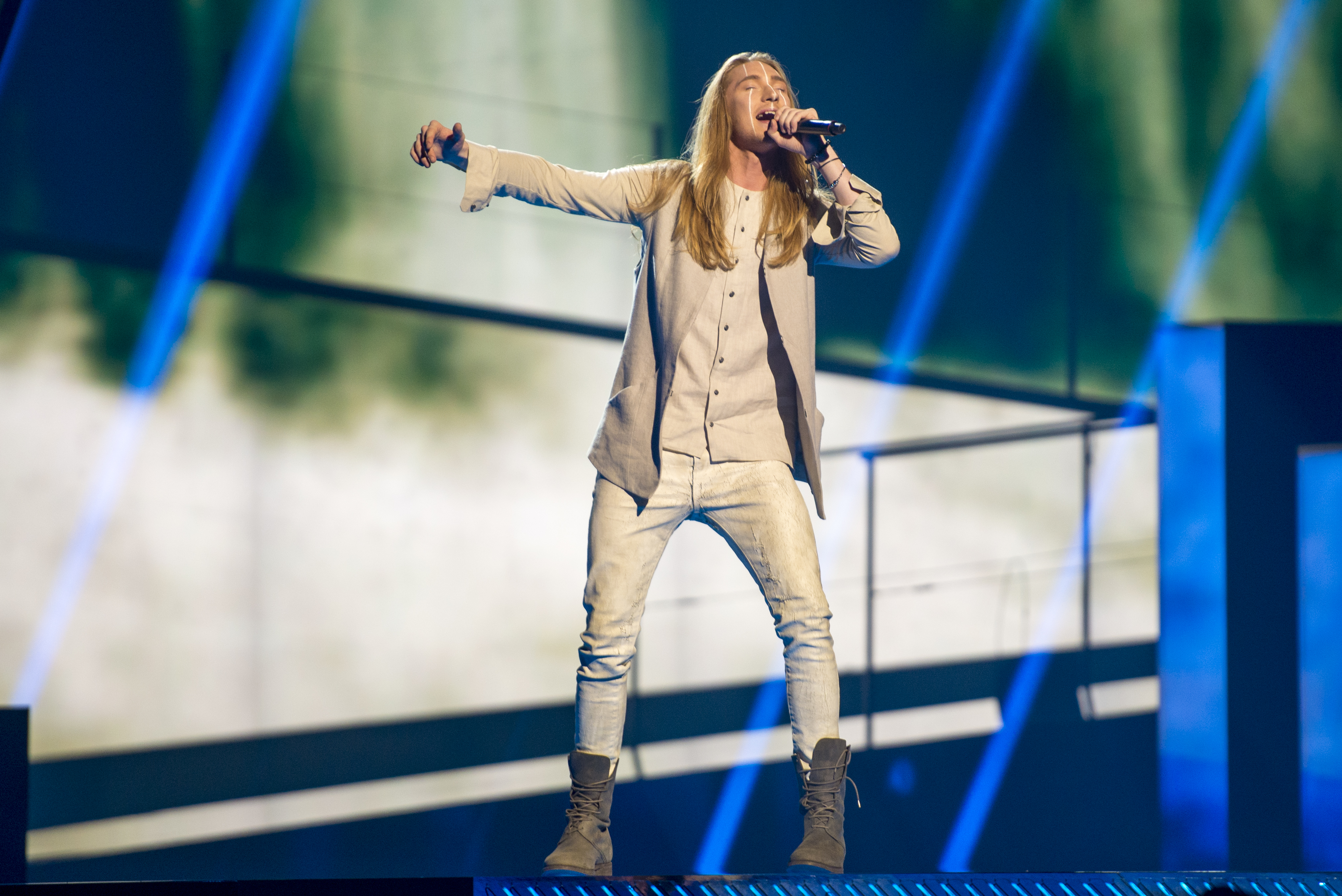
Cântărețul Alexander Ivanov în timpul unei repetiții a piesei ,,Help You Fly"

„Help You Fly” (Te voi ajuta să zbori) este o melodie a cântărețului bielorus Alexander Ivanov. Acest cântec a reprezentat Belarus în cadrul Concursului Muzical Eurovision 2016. Inițial se numea „How to Fly”.